# Siričino
Siričino (makedonsky: Сиричино) je vesnice v Severní Makedonii. Nachází se v opštině Jegunovce v Položském regionu.
Ve vesnici není téměř žádný zdroj příjmů, většina obyvatel dojíždí za prací do Tetova. Zemědělství se věnují spíše jako doplňkové činnosti, než jako hlavní obživě.

## Demografie
Podle sčítání lidu z roku 2021 žije ve vesnici 399 obyvatel, etnické skupiny jsou:
- Makedonci – 363
- Srbové – 5
- Albánci – 1
- ostatní – 30

| Rok          | 1900 | 1905 | 1948 | 1953 | 1961 | 1971 | 1981 | 1994 | 2002 | 2021 |
| ------------ | ---- | ---- | ---- | ---- | ---- | ---- | ---- | ---- | ---- | ---- |
| Obyvatelstvo | 330  | 320  | 720  | 762  | 762  | 641  | 588  | 435  | 395  | 399  |